# The Meet Group
The Meet Group (antigamente myYearbook e MeetMe) é uma rede social fundada em 2005. MeetMe é um site de descoberta social, que proporciona a oportunidade de interagir e conhecer novas pessoas. Ele mantém a sensação natural de diversão, namoro e fornece boas razões para se conectar em uma rede social.

## Osite
MeetMe foi criado como um site separado que era uma vez dois sites MyYearbook e Quepasa combinados, em novembro de 2011. Novas funções foram estabelecidas para este site, como os usuários podem agora usar o dispositivo móvel para fazer login em sua conta e se comunicar de lá de qualquer local. MeetMe.com pode ser acessado de qualquer iPhone ou qualquer outro dispositivo Android. Como foi descoberto que 60% dos usuários fazer login em sua conta a partir de seus dispositivos móveis.